# لمور پشمالوی بتسیلو
 لمور پشمالوی بتسیلو (نام علمی: Avahi betsileo) نام یک گونه از تیره ایندیریان است.